# Карлик и ведьма
Карлик и ведьма (итал. Il Nano e la strega, в английском прокате Король Дик, англ. King Dick, в немецком прокате Zi Zi Pan Pan) — итальянский «мультфильм для взрослых» 1973 г. Как и другие мультфильмы того времени на эротическую тематику, этот мультфильм был низкобюджетным и, соответственно, весьма бедным в плане графики. Тем не менее, несмотря на первоначальный провал в кинотеатрах, со временем вокруг него сложился свой культ.

## Сюжет
Карлик по имени Дик (в итальянском оригинале Пи́поло), обладающий исключительно большой «мужской силой», сбегает от своего господина-импотента, но на этом его злоключения лишь начинаются: его преследует ведьма Нимфомания (в итальянском оригинале Мерли́на), которой было предсказано, что она превратится в красавицу, как только получит от карлика 69 оргазмов подряд. Карлик спасается от неё сначала в цирке, затем в лесу у Робин Гуда, однако после многих приключений ведьма наконец достигает своей цели, становится прекрасной, карлик тоже становится красавцем обычного роста… но его «богатство», напротив, уменьшается, и перед ним оказывается выбор: остаться красивым, или вернуть свою «силу», но в облике карлика. В конце концов он принимает решение.

## Персонажи
- Карлик Дик
- Ведьма Нимфомания
- Волшебник
- Лягушонок Афродизиак
- Господин Хромочлен
- Владелец цирка
- Слон Рэмбо
- Нерон
- Робин Гуд